# Platylomella
Platylomella là một chi rêu trong họ Amblystegiaceae.